# Sándwich de tostada
 
Un sándwich de tostada es un sándwich en el cual el relleno entre las dos rebanadas de pan es en sí mismo una fina rebanada de pan tostado, que se puede untar con mantequilla. Una receta de 1861 dice que se agreguen sal y pimienta al gusto. 

## Receta victoriana
Una receta de sándwiches de tostada se incluye en la sección de cocina inválida del Libro de administración del hogar de 1861 de Isabella Beeton, quien agrega: "Este sándwich se puede variar agregando un poco de carne desmenuzada, o rebanadas muy finas de carne fría, a la tostada., y en cualquiera de estas formas se encontrará muy tentador para el apetito de un inválido".

## Versiones modernas
En noviembre de 2011, la Royal Society of Chemistry (Real Sociedad de Química) recreó el sándwich tostado en una degustación 150 años después del lanzamiento del Libro de administración del hogar de Beeton. La sociedad buscó revivir el plato olvidado a raíz de la Gran Recesión después de calcular el costo tan bajo como £.075 por sándwich. Lo nombraron "el almuerzo más económico del país", ofreciendo £ 200 (equivalente a £ 259,31 en 2021) a quien pudiera crear una comida comestible más barata. Debido a la sobreabundancia de presentaciones, la oferta se cerró siete días después y las £200 se entregaron a un participante seleccionado al azar.

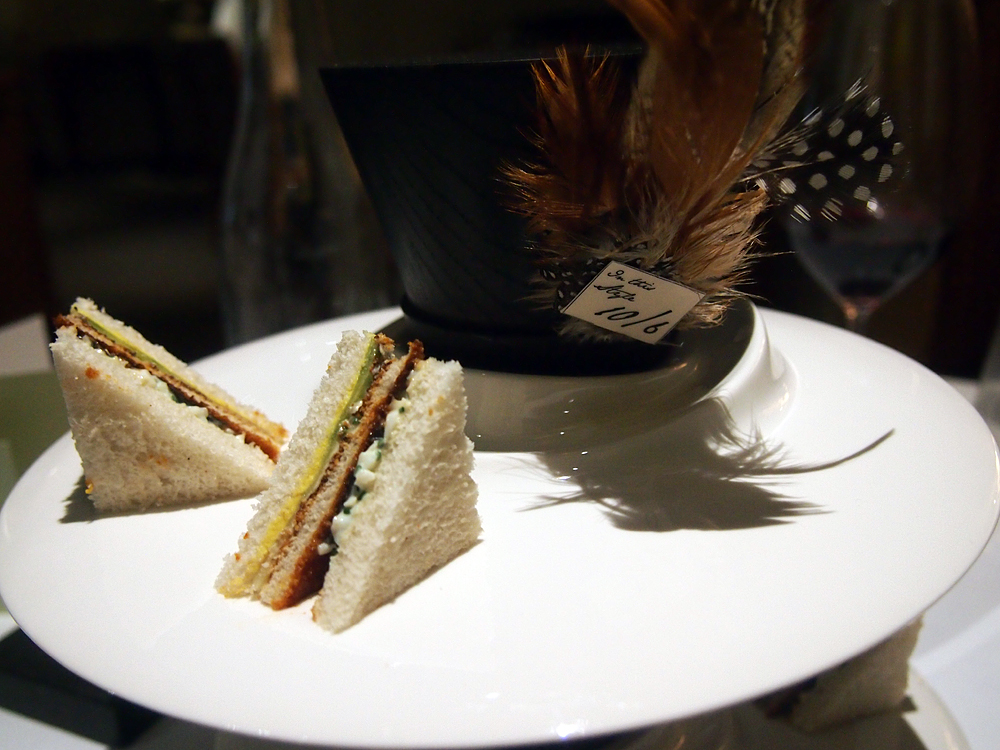
El sándwich tostado servido como guarnición en el restaurante The Fat Duck de Heston Blumenthal

En el restaurante Fat Duck de Heston Blumenthal, se sirven 12 sándwiches tostados como guarnición de la "Fiesta del té del Sombrerero Loco (alrededor de 1892)", un plato principal inspirado en Alicia en el país de las maravillas . La receta de Blumenthal para el sándwich tostado incluye ensalada de tuétano, yema de huevo, mostaza, gastrique, mayonesa y salsa de tomate.

## Cobertura en medios estadounidenses
El AV Club de Mike Vago lo describió como una "extravagancia de insipidez". El artículo de The Daily Meal "12 sándwiches que cambian la vida de los que nunca has oído hablar" decía que el sándwich tostado "simplemente no era tan bueno". . . Afortunadamente, los dadaístas no inventaron más sándwiches después de eso".
El sándwich de tostada fue discutido en The Leonard Lopate Show en una entrevista con The Sporkful's Dan Pashman. El presentador Leonard Lopate comentó: "Me suena raro". Los panelistas del programa de juegos Wait Wait... Don't tell me! de la NPR cada uno probó el sándwich de tostadas. El presentador Peter Sagal comentó: "Este es el equivalente culinario de una pintura de Rothko . ¡O es como un sándwich de Marcel Duchamp ! ¡Cuestiona la esencia tanto del sándwich como del lenguaje!" 